# 科克伍德山脈
76°27′S 162°0′E / 76.450°S 162.000°E
科克伍德山脈（英語：Kirkwood Range）是南極洲的山脈，位於維多利亞地，處於弗賴冰川和莫森冰川之間，以英國皇家海軍補給船長命名，現時由南極條約體系管理。